# René Bonnière
René Bonnière est un réalisateur et monteur canadien originaire de France.

## Filmographie

### comme Réalisateur
- 1960 : Winter Crossing at L'Isle-Aux-Coudres
- 1960 : White-Whale Hunters of Anse-Aux-Basques
- 1960 : Turlute
- 1960 : Three Seasons
- 1960 : Soirée at St. Hilarion
- 1960 : On the Sea
- 1960 : The Land of Jacques Cartier
- 1960 : Ka Ke Ki Ku
- 1960 : Canadian Diamonds
- 1963 : Winter Sealing at La Tabatière
- 1963 : Whalehead
- 1963 : The Jean Richard
- 1963 : Attiuk
- 1963 : Amanita Pestilens
- 1964 : The Annanacks
- 1972 : The Discoverers
- 1973 : Hamlet
- 1976 : A Sense of Place
- 1977 : Twelve and a Half Cents
- 1977 : Hide and Seek (TV)
- 1978 : The War Is Over
- 1978 : Voice of the Fugitive
- 1979 : Matt et Jenny (Matt and Jenny) (série télévisée)
- 1983 : Le Voyageur (The Hitchhiker) (série télévisée)
- 1985 : Alfred Hitchcock présente (série télévisée)
- 1986 : Perfect Timing (TV)
- 1986 : The Little Vampire (série télévisée)
- 1987 : Paire d'as (Diamonds) (série télévisée)
- 1990 : Labor of Love (TV)
- 1990 : E.N.G. (série télévisée)
- 1990-1991-1992-1993 : Force de frappe, série télévisée :
  - Cinema Vérité (1990)
  - Hidden Assets (1991)
  - In the Blood (1991)
  - Le sting (1992)
  - Betrayed (1993)
- 1991 : Street Justice (série télévisée)
- 1991 : Johann's Gift to Christmas (TV)
- 1992 : L'Odyssée fantastique ou imaginaire (The Odyssey) (série télévisée)
- 1992 : Le Justicier des ténèbres (Forever Knight) (série télévisée)
- 1993 : Kung Fu, la légende continue (Kung Fu: The Legend Continues) (série télévisée)
- 1995 : Dream Man (vidéo)
- 1996 : Two (série télévisée)
- 1996 : The Halfback of Notre Dame (TV)
- 1997 : La Loi du colt (Dead Man's Gun) (série télévisée)
- 1997 : Au pays de Neufve France: Volume IV
- 1997 : Au pays de Neufve France: Volume III
- 1997 : Au pays de Neufve France: Volume II
- 1997 : Au pays de Neufve France: Volume I
- 1998 : Marshall et Simon : Une nouvelle dimension (série télévisée)
- 1999 : Code Eternity (Code Name: Eternity) (série télévisée)
- 2002 : Pretend You Don't See Her (TV)
- 2002 : Haven't We Met Before? (TV)

### comme Monteur
- 1960 : Beaver Dam
- 1963 : Amanita Pestilens
- 1964 : The Annanacks
- 1973 : Hamlet